# Барсон, Фрэнк
Фрэнк Ба́рсон (англ. Frank Barson; 10 апреля 1891 — 13 сентября 1968) — английский футболист, наиболее известный по своим выступлениям за «Барнсли», «Астон Виллу», «Манчестер Юнайтед» и «Уотфорд». Имел репутацию агрессивного, грубого игрока.
Начал карьеру в любительских клубах, одновременно работая кузнецом. В 1911 году перешёл в «Барнсли», став профессиональным футболистом. С 1919 по 1922 год выступал за «Астон Виллу», с которой выиграл Кубок Англии в 1920 году. В 1922 году перешёл в «Манчестер Юнайтед» за 5 тысяч фунтов.
После одного из матчей, в котором Барсон совершил грубый фол, его дисквалифицировали на семь месяцев. После того инцидента он часто передвигался с полицейским сопровождением, защищавшим его от болельщиков команд-соперников.

## Личная жизнь
Фрэнк родился в Граймсторпе, Шеффилд, 10 апреля 1891 года в семье Уильяма и Агнес Барсонов. Он стал третьим ребёнком в семье. До начала футбольной карьеры работал кузнецом. В 1915 году женился на Фрэнсис Эвелин Беттон. Умер 13 сентября 1968 года в Уинстон Грин, Бирмингем, в возрасте 77 лет.

## Футбольная карьера

### «Барнсли»
Фрэнк Барсон начал играть в футбол в школьных командах, затем выступал за любительский клуб «Альбион». В 1909 году перешёл в клуб «Кэммелл Лэрдс», а два года спустя, в июле 1911 года, начал свою профессиональную карьеру в «Барнсли». Ещё до начала сезона он получил двухматчевую дисквалификацию за драку в предсезонном товарищеском матче против «Бирмингем Сити». Также после одной из игр в Кубке Англии Барсону пришлось тайком покидать «Гудисон Парк», так как у основного выхода со стадиона собралось большое количество болельщиков «Эвертона», возмущённых его поведением в матче. Карьера Барсона в «Барнсли» была прервана Первой мировой войной, из-за которой Футбольная лига Англии отменила проведение чемпионата. Однако в сезоне 1916/17 Барсон выступал за «Бернли» в качестве приглашённого игрока. После окончания войны Фрэнк вернулся в «Барнсли». Однако вскоре возник конфликт футболиста с руководством клуба по поводу транспортных расходов, которые Барсон тратил на регулярные поездки из своего дома в Шеффилде. Футболист отказался переезжать ближе к месту нахождения своего клуба, после чего был продан в «Астон Виллу» в октябре 1919 года.

### «Астон Вилла»

Барсон в футболке «Астон Виллы»

Барсон перешёл в «Астон Виллу» за 2850 фунтов — больше, чем средний рабочий из Шеффилда зарабатывал за год. Инициатором перехода Барсона в бирмингемский клуб стал Джордж Рэмзи, который перестраивал «Астон Виллу» после окончания войны. Получив предложение от «Астон Виллы», Барсон изначально заявил, что «недостаточно хорош» для игры в клубе такого уровня, однако главный тренер «Виллы» Джордж Рэмзи смог его переубедить. В октябре 1919 года Фрэнк дебютировал за «Виллу» в матче против «Мидлсбро».
У Барсона был свой бизнес в Шеффилде и он отказывался переезжать в Бирмингем даже после настойчивых требований руководства «Астон Виллы». Из-за этого однажды он и вратарь клуба Сэм Харди, живший в Честерфилде, вынуждены были по плохой погоде семь миль идти пешком в Манчестер, чтобы попасть на «Олд Траффорд», так как железнодорожное сообщение было прервано.
В сезоне 1919/20 «Астон Вилла» удачно выступала в Кубке Англии, победив «Куинз Парк Рейнджерс», «Манчестер Юнайтед», «Сандерленд», «Тоттенхэм Хотспур» и «Челси», после чего вышла в финал. В финальном матче «Астон Вилла» встретилась с клубом «Хаддерсфилд Таун». Перед началом матча в раздевалку «Виллы» вошёл главный арбитр Джек Хаукрофт который предупредил: «Одно неверное действие и ты будешь удалён, Барсон». После предупреждения судьи Барсон играл осторожно и не позволял себе нарушений по ходу матча. «Вилла» выиграла со счётом 1:0, а Фрэнк получил медаль победителя Кубка Англии, единственную медаль в своей карьере. Впоследствии эта медаль дважды продавалась на аукционах.
В начале сезона 1920/21 Барсон и его одноклубник Клем Стефенсон пропустили выездной матч против «Болтона», после чего были дисквалифицированы руководством клуба на 14 дней за «отказ играть». Руководство клуба дало Барсону месяц на переезд в Бирмингем, но он в очередной раз проигнорировал это требование. Но даже несмотря на разногласия с руководством клуба, в 1921 году Барсон был назначен капитаном «Астон Виллы». Вскоре после своего назначения капитаном Фрэнк отметился голом, забитым ударом головой с 30 ярдов в ворота «Шеффилд Юнайтед».
После матча с «Ливерпулем» в 1922 году Барсон пригласил своего друга подождать его в раздевалке команды, что вызвало недовольство со стороны директора «Астон Виллы», наложившего на футболиста семидневную дисквалификацию. После этого инцидента Барсон потребовал выставить себя на трансфер. Руководство клуба приняло это требование.
Всего за «Астон Виллу» Барсон провёл 108 матчей и забил 10 голов.

### «Манчестер Юнайтед»
Клуб только что выбыл из высшего дивизиона, но руководство точно знало, что требуется для того, чтобы вернуть удачу: жёсткий игрок, который добавит команде мощи и вдохновит одноклубников. Барсон был именно таким игроком. Один его вид устрашающе действовал на некоторых оппонентов: со своим ростом в 6 футов он грозно нависал над большинством своих соперников, бросая на них угрожающий прищуренный взгляд ацтекского воина.
Алекс Мерфи. The Official Illustrated History of Manchester United.
В августе 1922 года Барсон перешёл в «Манчестер Юнайтед» за 5000 фунтов. Руководство клуба из Манчестера разрешило ему не переезжать из Шеффилда, где он жил и тренировался в свободные от проведения матчей дни. 9 сентября 1922 года Фрэнк дебютировал за «Манчестер Юнайтед» в матче против «Вулверхэмптона».

Фрэнк Барсон в 1925 году

«Манчестер Юнайтед» выступал во Втором дивизионе, и председатель клуба Джон Генри Дейвис пообещал Барсону собственный паб, если клуб вернётся в Первый дивизион. По итогам сезона 1924/25 «Юнайтед» вернулся в высший дивизион английского чемпионата, и Барсон получил свой паб на Ардуик Грин в Манчестере. На открытии паба был аншлаг, но уже через 15 минут Барсон вышел из-за барной стойки, передав ключи метрдотелю, и более не участвовал в управлении пабом.
Карьера Барсона на «Олд Траффорд» складывалась непросто из-за постоянных травм. Тем не менее, когда Фрэнк выходил на поле, он был одним из самых харизматичных и влиятельных игроков. В течение всего периода выступлений за «Манчестер Юнайтед» он был капитаном клуба. Он наладил хорошее взаимопонимание с вратарём Альфом Стюардом, который в 1923 году сменил ветерана Джека Мью. Так, со своим ростом и доминированием в воздухе, Фрэнк часто скидывал мяч головой вратарю после угловых соперника. Линия защиты «Юнайтед» в этот период отличалась стабильностью: здесь выступали Джек Силкок и Чарли Мур, опытными были и партнёры Барсона в средней линии, однако в атаке у «Манчестер Юнайтед» наблюдался дефицит квалифицированных игроков.
27 марта 1926 года в полуфинале Кубка Англии против «Манчестер Сити» капитан «Сити» Сэм Кауан потерял сознание после столкновения с Барсоном. После матча Футбольная ассоциация провела расследование и установила, что Барсон ударил игрока «Сити» в лицо, после чего тот потерял сознание. За это Барсон был дисквалифицирован на 8 недель.
В мае 1928 года Барсон покинул «Юнайтед». За шесть лет, проведённых в клубе, он сыграл 152 матча и забил 4 гола.

### «Уотфорд»
В 1928 году Барсон перешёл в клуб Третьего южного дивизиона «Уотфорд» на правах свободного агента. Считалось, что это очень удачная сделка для «Уотфорда», так как в тот момент с связи со статусом свободного агента у Барсона «20 менеджеров слонялись рядом с домом игрока».
В дебютном матче футболиста за «Уотфорд» против «Кристал Пэласа» Барсон был предупреждён в начале встречи. Впоследствии по ошибке был удалён другой игрок «Уотфорда» Джо Дейвисон; судья удалил его с поля со словами: «Ты удалён, Барсон». 29 сентября 1928 года Барсон был удалён в матче против «Фулхэма» за удар соперника ногой. Это было уже 12-е удаление в профессиональной карьере Барсона. 16 октября Футбольная ассоциация обнародовала заявление о дисквалификации Барсона на 7 месяцев, до окончания сезона. Была составлена петиция в его поддержку, под которой подписалось 5000 человек. Эту петицию мэр Уотфорда передал руководству Футбольной ассоциации, но она была демонстративно сожжена на его глазах и дисквалификация вступила в силу. Председатель «Уотфорда» Джон Килби публично раскритиковал это решение, вспомнив, что футболист недавно уже был дисквалифицирован на 3 месяца за нападение на арбитра. После отбытия дисквалификации Барсон покинул команду.
Несмотря на то, что пребывание Барсона в «Уофорде» оказалась недолгим, он порекомендовал главному тренеру клуба двух своих бывших одноклубников из «Манчестер Юнайтед»: Томми Барнетта и Фрэнка Макферсона, которые в итоге перешли на «Викаридж Роуд».

### Поздняя карьера
В мае 1929 года Барсон принял предложение клуба «Хартлпулз Юнайтед», в котором он стал играющим тренером. Однако через пять месяцев, в октябре 1929 года, он подписал любительский контракт с клубом «Уиган Боро». В июле 1930 года контракт стал профессиональным, и «Уиган» провёл свой последний сезон в Футбольной лиге в качестве профессионального клуба. Барсону на тот момент было уже 39 лет. Его последний матч за клуб состоялся в день подарков 1930 года против «Аккрингтон Стэнли», когда он был удалён с поля за прыжок на соперника. Барсон был самым высокооплачиваемым игроком в команде, и, чтобы урезать заплатную ведомость и хоть как-то стабилизировать тяжёлое финансовое положение клуба, он был продан в «Рил Атлетик» в июне 1931 года.
В мае 1932 года Фрэнк стал играющим тренером в «Рил Атлетик». Он выступал за клуб до марта 1935 года, после чего завершил карьеру игрока.

## Выступления за сборную
В 1919 и 1920 годах Барсон был на просмотрах в сборной Англии. 15 марта 1920 года он провёл свой единственный матч за сборную Англии — против сборной Уэльса, которая и одержала победу со счётом 2:1.
| Дата          | Соперник | Турнир                      | Стадион | Счёт | Зрители |
| ------------- | -------- | --------------------------- | ------- | ---- | ------- |
| 15 марта 1920 | Уэльс    | Домашний чемпионат Британии | Хайбери | 1:2  | 21 100  |

## Характер футболиста и стиль игры
Возможно, величайший из великих персонажей в моём альбоме — с которым или против которого я играл — единственный и неповторимый Фрэнк Барсон. Фрэнк был шеффилдцем, действительно великим футболистом и личностью. Он никогда не стеснялся называть в числе своих друзей печально известных братьев Фаулеров, которых повесили за убийство.
Билли Уокер. Soccer in the Blood.

Карикатура, отражающая стиль игры Барсона

Барсон имел репутацию жёсткого, грубого игрока на футбольном поле. Историк «Манчестер Юнайтед» Перси Янг отмечает: «Он отбирал мяч безжалостно, но чисто, используя свои габариты, но в рамках правил. У него был инстинкт дуэлянта, для которого борьба за мяч была персональным столкновением двух соперников».
Гарт Дайкс, автор книги The United Alphabet, так описывает футболиста: «Фрэнк Барсон был, возможно, самым противоречивым футболистом своего времени. С широко расправленной грудью и поломанным носом он был гигантом среди центральных хавбеков. Он был кузнецом по профессии, а его слабостью была его чрезмерная импульсивность. Его желание всегда быть в самой гуще драки привело к множеству конфликтов с арбитрами».
Историк Ричард Холт, анализируя характер Барсона, писал: «Существовал самосознающий культ северной агрессии, приветствовавший проявления насилия со стороны некоторых игроков». Среди приверженцев этого «культа» были «бойцы из Барнсли». Холт отмечал: «Клубы вроде „Барнсли“, состоящие в основном из шахтёров близлежащих угольных шахт, изобиловали историями о людях, которые работали в две смены, после чего шли двадцать миль пешком, чтобы сыграть в футбольном матче».
Из-за силовой манеры игры и жёстких подкатов Барсон часто подвергался нападкам со стороны болельщиков многих клубов, против которых он играл. Зачастую его выводили со стадиона под усиленной охраной полицейских. Корреспондент The Times отметил в статье от 5 марта 1921 года: «Такой игрок как Барсон… нелюбим никем, кроме болельщиков своего клуба, но ему удаётся беспощадно и бесстрашно разрушать атаку за атакой соперника». Сам Барсон не принимал обвинений в грубости, считая, что «нет ничего плохого в честной и доброй игре плечо в плечо».
Вне футбольного поля Фрэнк Барсон был спокойным, дружелюбным человеком.
Существует легенда, согласно которой на переговоры с тренером одного из клубов, за которые он выступал (какого именно клуба, не уточняется, возможно, «Астон Виллы»), Барсон принёс ружьё, «чтобы ускорить переговоры по повышению своей зарплаты».

## Тренерская карьера
В мае 1932 года Барсон стал играющим тренером в клубе «Рил Атлетик», в котором он оставался до марта 1935 года. Летом 1935 года был приглашён в «Астон Виллу» на должность тренера молодёжного состава. Через три месяца был назначен старшим тренером в «Астон Вилле», где продолжал работать на тренерских должностях до начала Второй мировой войны.
В июне 1947 года вошёл в тренерский штаб «Суиндон Таун», где проработал до февраля 1954 года. С 1954 по май 1956 года работал в тренерском штабе клуба «Ли Таун», после чего завершил футбольную деятельность.

## Достижения
Астон Вилла
- Обладатель Кубка Англии: 1920[17]

## Статистика выступлений
| Клуб              | Сезон            | Лига | Лига | Кубок | Кубок | Итого | Итого |
| Клуб              | Сезон            | Игры | Голы | Игры  | Голы  | Игры  | Голы  |
| ----------------- | ---------------- | ---- | ---- | ----- | ----- | ----- | ----- |
| Барнсли           | 1911/12          | 4    | 0    | 0     | 0     | 4     | 0     |
| Барнсли           | 1912/13          | 5    | 0    | 0     | 0     | 5     | 0     |
| Барнсли           | 1913/14          | 38   | 0    | 2     | 0     | 40    | 0     |
| Барнсли           | 1914/15          | 34   | 0    | 1     | 0     | 35    | 0     |
| Барнсли           | 1919/20          | 10   | 0    | 0     | 0     | 10    | 0     |
| Барнсли           | Итого            | 91   | 0    | 3     | 0     | 94    | 0     |
| Астон Вилла       | 1919/20          | 26   | 4    | 6     | 0     | 32    | 4     |
| Астон Вилла       | 1920/21          | 29   | 2    | 5     | 0     | 34    | 2     |
| Астон Вилла       | 1921/22          | 37   | 4    | 5     | 0     | 42    | 4     |
| Астон Вилла       | Итого            | 92   | 10   | 16    | 0     | 108   | 10    |
| Манчестер Юнайтед | 1922/23          | 31   | 0    | 3     | 0     | 34    | 0     |
| Манчестер Юнайтед | 1923/24          | 17   | 0    | 2     | 0     | 19    | 0     |
| Манчестер Юнайтед | 1924/25          | 32   | 0    | 0     | 0     | 32    | 0     |
| Манчестер Юнайтед | 1925/26          | 28   | 2    | 4     | 0     | 32    | 2     |
| Манчестер Юнайтед | 1926/27          | 21   | 2    | 3     | 0     | 24    | 2     |
| Манчестер Юнайтед | 1927/28          | 11   | 0    | 0     | 0     | 11    | 0     |
| Манчестер Юнайтед | Итого            | 140  | 4    | 12    | 0     | 152   | 4     |
| Уотфорд           | 1928/29          | 10   | 1    | 0     | 0     | 10    | 1     |
| Уотфорд           | Итого            | 10   | 1    | 0     | 0     | 10    | 1     |
| Хартлпулз Юнайтед | 1929/30          | 9    | 2    | 0     | 0     | 9     | 2     |
| Хартлпулз Юнайтед | Итого            | 9    | 2    | 0     | 0     | 9     | 2     |
| Уиган Боро        | 1930/31          | 19   | 0    | 1     | 0     | 20    | 0     |
| Уиган Боро        | Итого            | 19   | 0    | 1     | 0     | 20    | 0     |
| Всего за карьеру  | Всего за карьеру | 361  | 17   | 32    | 0     | 393   | 17    |